# Слободка (платформа)
Слобо́дка — платформа закрытой ветки Бескудниково — Лосиноостровская (впоследствии Бескудниково — Институт пути), располагавшаяся напротив нынешнего дома № 40А по Алтуфьевскому шоссе. Названа по одноимённой близлежащей деревне. Ликвидирована в мае 1987 года в связи с упразднением движения по ветке и разбором путей.
До 1953 года рядом с платформой существовал Бескудниковский лагерь (отдельный лагерный пункт Управления материально-технического снабжения НКВД СССР).
Сейчас на месте бывшей платформы расположены гаражи. Автостоянка (Алтуфьевское шоссе, вл. 34-а) по состоянию на август 2020 года носит название «Платформа Слободка».
Вблизи платформы был яблоневый сад и книжный магазин. 
Вблизи платформы был железнодорожный переезд, а в середине 1970-х построена автомобильная эстакада. К югу от платформы находилось ответвление к «НИКИМТ-Атомстрой».